# ダンドゥット
ダンドゥット（Dangdut）とは、インドネシアのポピュラー音楽のジャンルである。

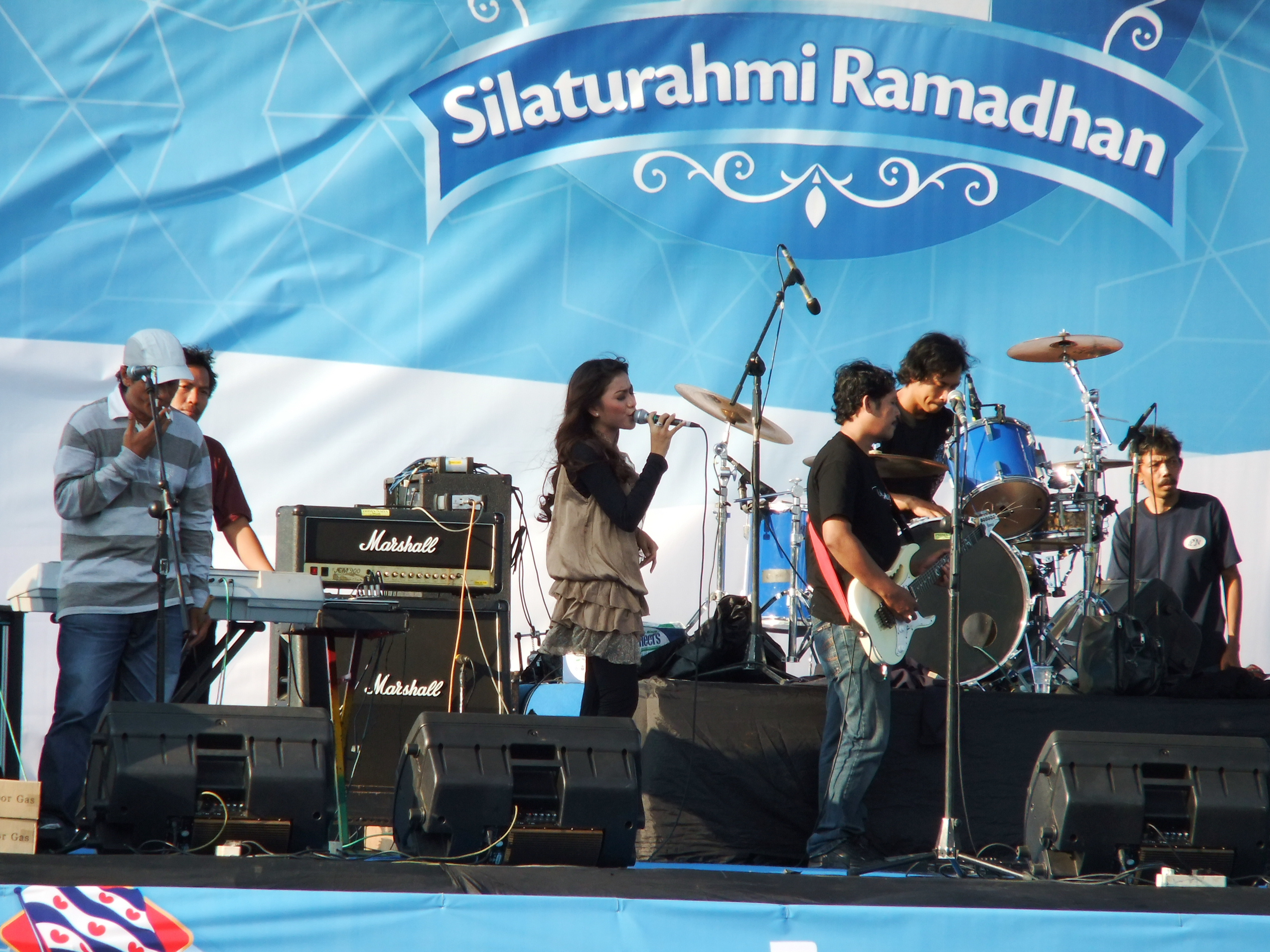
現代のダンドゥットの演奏

1990年代から広まったジャンルで、それ以前のポピュラー音楽だったムラユ音楽を基本とし、インドの映画音楽やロックなどの要素を含む。当初は歌手のほかに片面太鼓のクンダンと竹製横笛のスリン（Suling/Seruling）による演奏を特徴とした。「インドネシア版演歌」とも言われる。

## 呼称
ダンドゥットという名称が広まる前には、イラマ・ムラユやムラユ・モデルンと呼ばれていた。ダンドゥットのリズムはインド音楽に由来するとされる。『インドネシア音楽百科事典』によれば、インド音楽でよく使われるグンダンのリズムは、親指で太鼓を弾く時に「ンンドゥット」という音が出る。この「ンンドゥット（ndut）」が音楽ジャンルを指す言葉に使われるようになった。インドネシアの音楽にダンドゥットという名称を使った記事は、1973年以降とされる。初期は「ダン-ドゥット（dan-dut）」と表記されており、1975年以降に「dangdut」表記になっていった。

## 歴史

### 1930年代〜1940年代
ダンドゥットの原型は、オルケス・ムラユと呼ばれた複数の楽団によるムラユ音楽だとされる。ムラユ音楽はマレー半島・東マレーシア・タイ南部・シンガポール・カリマンタン西部・スマトラ東海岸などで演奏されるポピュラー音楽で、音階は西アジアや南アジアの七音音階を主流とした。1930年代にムラユ音楽の演奏がさかんになり、1940年代には民族色を特徴とするクロンチョンと区別されるようになった。

### 1950年代〜1960年代
1950年代には、オルケス・ムラユがジャカルタを拠点に演奏し、ムラユ音楽の人気はクロンチョンを上回った。1950年代以降はインドネシアで映画上映が増加し、特にインド映画とマレー映画は必ず歌が流れることから人気を集め、ムラユ音楽に影響を与えた。
1959年のスカルノの演説をきっかけに欧米のロックと映画は規制されたが、1962年ごろからさまざまなポピュラー音楽が発表された。ムラユ音楽から発展したダンドゥットの原型は1960年代にあったが、当初は下層階級の音楽とされ、中上流階級からは避けられる傾向にあった。ダンドゥットの原型はムラユ・モデルンやイラマ・ムラユと呼ばれた。1967年以降、ラジオ局の設立が自由化されると、民間のラジオ局はポピュラー音楽を多く放送し、ムラユ・モデルンが全国的に聴かれるようになった。

### 1970年代〜1980年代
アナウンサーのアジズ・ドゥリタは、1971年ごろにムラユ・モデルンが一部の人々の間でダンドゥットと呼ばれていることを知る。アジズがこの名称をラジオ番組で流し、音楽番組でも使われるようになると、リスナーの間に広まっていった。
活字メディアでは、週刊誌『テンポ』の1972年5月27日付の記事で「砂漠のリズムにインドのダン・ディン・ドゥットを融合させたムラユの歌」という記述があり、当初はインド音楽とされていた。ダンドゥットが定着し始めた時期にはエリヤ・カダムが活躍しており、さらに1975年にはロマ・イラマの歌『夜更かし』（Begadang）が大ヒットした。この曲はクンダンのリズムを使ったダンドゥットで、ロマ・イラマはダンドゥットの歌手として知られるようになった。ムラユ・モデルンに対してダンドゥットという名称が普及した背景には、ムラユという言葉がスラウェシの地方文化として認識されるようになった事情もあった。他方でダンドゥットを好まないミュージシャンもおり、1975年にはロック専門誌『トップ』などでダンドゥットの価値をめぐってミュージシャン同士の論争が起きた。フェスティバルやディスコ、クラブなどでダンドゥットの演奏が増え、1970年代にはマレーシアにも浸透していった。
ダンドゥットの普及には、テレビやラジオ放送、カセットテープ、映画も役割を果たした。テレビはインドネシアの経済成長にともなって1970年の約13万台から1980年の約271万台に増えた。ラジオはテレビ以上に影響が大きく、1970年の250万台から1980年の1500万台に増え、ダンドゥットはジャカルタ北部の民間ラジオから全国へ広がった。カセットテープは1970年代に低価格化が進んでレコードよりも一般市民の手に入りやすくなり、1979年のポップ・インドネシアとダンドゥットのカセット売り上げの比率は1：8になったともいわれる。ダンドゥットを使った映画が1970年代に上映され、特にロマ・イラマが出演した映画が成功をおさめた。

### 1990年代
1990年代に民間のテレビ局の開局が続くと、ダンドゥットは中上流階級にも支持を広げた。1990年代のカセットテープの流通の30%から40%はダンドゥットになり、国民的な音楽とされた。1990年から1992年に国営テレビのテレビシ・レプブリク・インドネシア（TVRI）で放送されたビデオ・クリップのダンドゥットは、歌詞の内容に合わせて歌手と相手役が寸劇をする構成になっている。これは俳優が音楽で心情を表現するというムラユ音楽の特徴で、特にオルケス・ムラユのスタイルが影響している。

### 2000年代以降
1998年にスハルト長期政権が崩壊するとそれまでは規制がなくなり開放的になり、ダンドゥットはイヌル・ダラティスタの出現によって変化しようとした。“ダンドゥットの王”の異名を持つロマ・イラマからはダンドゥットを堕落させジャンルを変えてしまうことになると激しい非難を浴びたものの大きな人気となった。しかし自由化とともに国民のイスラム回帰が始まり、イスラム保守団体からも抗議を受け、コンサート中止などを要求された。国会で取締りのための反ポルノ法案が起草されたが成立はしなかった。やがてイヌルの人気は収束していくが、今もダンドゥットでは多くの女性歌手においてはイヌル出現以前にも有ったセクシーな衣装や過激なダンススタイルが人気のひとつになっている。2023年現在、ダンドゥットはアメリカのカントリーミュージックや日本の演歌のように地方の高齢者が支持層であるが、2018年時点でもGoogleの楽曲検索トレンド上位に入るという根強い人気を見せている。

## アーティスト
ダンドゥットの初期からの有名なアーティストとして、ロマ・イラマ、エルフィ・スカエシ、イダ・ライラ、タラントゥラらが知られている。初期はロックバンドなどのミュージシャンが蔑称として使っていたため、ロマ・イラマをはじめとして自らの音楽をダンドゥットと呼ばれることを好まないミュージシャンもいた。ヴィア・ヴァレンの2017年の楽曲「Sayang（愛）」は国民的大ヒットとなった。